# Lié (rivière)
Pour les articles homonymes, voir Lié.
Le Lié est une rivière de Bretagne, dans les deux départements des Côtes-d'Armor et du Morbihan, affluent gauche de l'Oust.

## Géographie
Longue de 60,7 kilomètres, le Lié naît dans les Monts du Mené sur le territoire de L'Hermitage-Lorge dans le département des Côtes-d'Armor, son cours adopte une direction méridionale qu'il ne quitte pratiquement plus jusqu'à son exutoire. Le cours arrose de petites communes comme Plouguenast, Plémet et La Chèze. Pénétrant dans le Morbihan, il conflue avec l'Oust près de Les Forges sur le territoire de la commune de Pleugriffet entre Rohan et Josselin.

### Bassin versant
Le Lié traverse six zones hydrographiques pour une superficie totale de 477 km2

## Affluents
Le Lié compte peu d'affluents, ceux-ci sont des ruisseaux de faible longueur dont le cours ne dépasse pas 10 kilomètres à l'exception de deux d'entre eux : le Fromené (11 km), le Léry (14 km).

## Histoire
De nombreux vestiges de la longue occupation humaine de la vallée du Lié se retrouvent sur ou à proximité de ses rives : mégalithes près de Plœuc-sur-Lié, tumulus et enceinte circulaire datant du Néolithique à Plouguenast…
L'activité meunière était fortement présente ainsi que l'attestent les nombreux vestiges de moulins retrouvés le long du cours, à Plœuc-sur-Lié, pas moins de huit sont recensés.